# Maikel Cleto
Maikel Cleto (né le 1er mai 1989 à Saint-Domingue, République dominicaine) est un ancien lanceur droitier qui a joué dans la Ligue majeure de baseball avec les Cardinals de Saint-Louis et les White Sox de Chicago entre 2011 et 2014.

## Carrière
Maikel Cleto signe son premier contrat professionnel en 2006 avec les Mets de New York. Il amorce sa carrière en ligues mineures dans l'organisation des Mets avant de passer aux Mariners de Seattle le 11 décembre 2008 dans une transaction impliquant 12 joueurs, dont J. J. Putz et Franklin Gutiérrez, et trois équipes (les Mets, les Mariners et les Indians de Cleveland). 
Après deux saisons comme lanceur partant dans les mineures pour des clubs associés aux Mariners de la Ligue majeure, Cleto est de nouveau échangé. Il passe cette fois aux Cardinals de Saint-Louis le 12 décembre 2010 en retour de Brendan Ryan, un joueur d'avant-champ.
Le 2 juin 2011, Cleto fait ses débuts dans les majeures alors qu'il effectue une présence comme lanceur de relève pour l'équipe de Saint-Louis face aux Giants de San Francisco. Cleto dispute 13 parties pour Saint-Louis en 3 saisons, de 2011 à 2013. En 15 manches et deux tiers lancées, il réussit 26 retraits sur des prises mais accorde aussi 18 points mérités sur 25 coups sûrs, pour une moyenne de points mérités de 10,34. 
Le 23 juin 2013, il est réclamé au ballottage par les Royals de Kansas City, qui ne l'utilisent pas et le cèdent à leur club-école d'Omaha. Il ne figure pas davantage dans les plans des Royals la saison suivante et le 26 février 2014 il est réclamé au ballottage par les White Sox de Chicago.